# Hyphaene macrosperma
Hyphaene macrosperma är en enhjärtbladig växtart som beskrevs av Hermann Wendland. Hyphaene macrosperma ingår i släktet Hyphaene och familjen Arecaceae. Inga underarter finns listade i Catalogue of Life.